# 生駒トンネル
生駒トンネル（いこまトンネル）とは、大阪府東大阪市と奈良県生駒市の境にある生駒山を東西に貫く、近畿日本鉄道けいはんな線の新石切駅 - 生駒駅間にある鉄道トンネル（全長4,737m）、およびかつて同社奈良線の孔舎衛坂駅 - 生駒駅間にあった鉄道トンネル（全長3,388 m）である。
奈良線の生駒トンネルは新生駒トンネル（全長3,494 m）の開通により1964年に鉄道トンネルとしての使用を終えた。その後、奈良線の旧トンネルを一部再利用する形でけいはんな線の生駒トンネルが1986年に開通している。西日本旅客鉄道（JR西日本）の関西本線（大和路線）や片町線（学研都市線）などは生駒山地を迂回する一方、近鉄のドル箱路線である奈良線はこのトンネルによって生駒山地の中腹を貫き、大阪市と奈良市を一直線で結んでいる。
本項ではこれら新旧の生駒トンネルに加え、奈良線の新生駒トンネルについても扱う。
なお、「生駒隧道」「生駒トンネル」の名称は登録商標となっている（登録番号第6572314号。2022年6月15日登録）。

## 奈良線 旧生駒トンネル

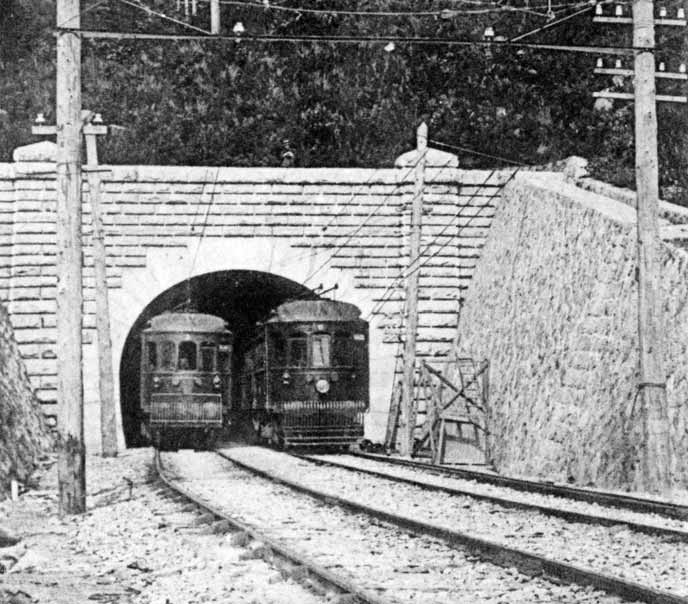
1914年に開業した頃の旧生駒トンネル

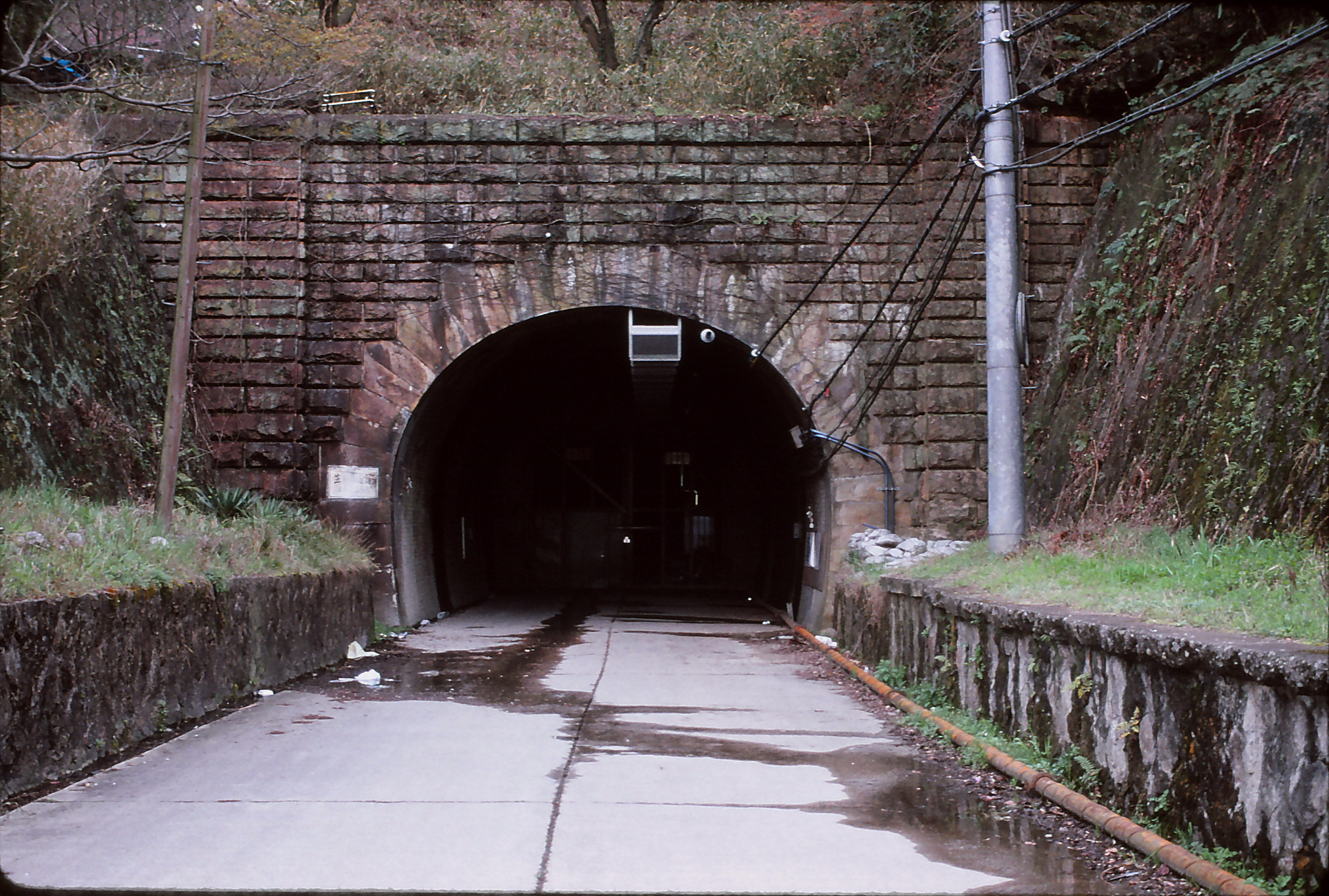
旧生駒トンネルの大阪側坑口（1991年）

奈良線の旧生駒トンネルは1914年（大正3年）に、近畿日本鉄道（近鉄）の前身である大阪電気軌道（大軌）により開通した。開通当時は中央本線の笹子トンネル（4,656m）に次いで日本2番目の長さであり、また日本初の標準軌複線トンネルであった。
現・奈良線の生駒山越えルートは、計画段階では以下の4案があった。
1. 暗峠沿いに線路を敷設し、「鋼鋼（こうこう）線釣瓶（つるべ）式」と称されたケーブル式を採用する。
2. 生駒山地を北に向かい、北河内郡四條村（現：大東市）で山嶺を越え、さらに南進して斜めに東麓を下り、生駒谷を渡って富雄村丘陵を経過する約16.0km。
3. 生駒山西麓の善根寺谷で約2.2kmのトンネルを掘削し、東麓に出て斜めに生駒谷を下り、富雄村丘陵を経過する約14.5km。
4. 生駒山脈西麓の縄手村から孔舎衛村までを上り勾配で通し、孔舎衛から北生駒村谷田までを3.3kmのトンネルで結ぶルート。（実際の採用ルート）

1.は、線路車体等特殊の設備を必要とし、平坦部との連絡で、乗客に不快・不便を与える。2.3.は遠回りのルートであるなどの問題がある。結果的に、勾配が緩く、運転時間が短く、競合線敷設の余地を排除できる4.が選定された。1910年（明治43年）11月21日の大軌役員会で最終決定された。
生駒トンネル（当時の名称は「生駒隧道」）は、1911年（明治44年）6月1日に掘削工事に着手し、同月19日に大林組と正式に請負契約を締結した。当初は手掘りで開始されたが、その後は送電設備が完成し、削岩機が導入された。
1913年（大正2年）1月26日に発生した落盤事故で約150人が生き埋めとなり、19人の犠牲者が出た。
その後も地質変化や湧水に悩まされるなど、苦難の連続だったが、1914年（大正3年）1月31日に、東西の導坑が貫通し、4月18日にはトンネルが竣工した。大軌の営業開始は4月30日である。生駒隧道の掘削工事は2年10ヵ月の期間と、総額269万円の建設費を要した。
当時の大軌社長である岩下清周は、「最初にウンと金をかけて完全なものを建設せねばならぬ。之れが為三百万円の会社が六百万円の金を費（つか）った処（ところ）で、夫（そ）れは敢えて問題でない。要は後日に悔を残さぬことである」と述べたといわれる。
工費の支払いや利用不振から、大軌は同トンネル開通後しばらく社員の給料支払いや切符の印刷費にも事欠くほど経営が行き詰まり、取締役支配人の金森又一郎が生駒山にある宝山寺へ賽銭を借りに行った。また建設した大林組も、大軌による建設費の支払い遅延から一時経営危機に陥った。しかし、そのような状況にもかかわらず、大林組は手抜きをせず最高の資材を使って工事を進め、検査に来た監理局員がその質の高さに驚かされたというエピソードが残っている。
1946年（昭和21年）4月16日にトンネル内で発生した車両火災では23人が死亡、75人が負傷。
翌1947年（昭和22年）4月16日に再び発生した火災では30人が死亡、37人が負傷した。
さらに1948年（昭和23年）3月31日には、トンネル内を走行中だった急行列車の空気ブレーキ（直通ブレーキ）が破損して大阪平野に向かう下り勾配を暴走、河内花園駅で先行の普通列車に追突し、49名が死亡、282名が負傷する事故が発生した（近鉄奈良線列車暴走追突事故）。
1964年（昭和39年）に南側に並行して新生駒トンネルが開通し、旧トンネルは使用されなくなった。
旧トンネルは、使用停止後も新生駒トンネルやけいはんな線生駒トンネルとの交通があり、また高圧電流の通る電力設備が設置されている。このため旧トンネルは部外者の立入が禁止され、大阪側坑口は近鉄により厳重に管理されている。近鉄主催の創業100周年記念産業遺産ツアー等、一般に公開されたことが数回ある。

### 朝鮮人労働者への虐待
小説家住井すゑが、小説『橋のない川』（はしのないかわ）著作のために取材した、生駒地域の証言者たちにより、生駒トンネルの建設には、約一千人の朝鮮からの労働者が徴用された事実が明らかとなった。1911年（明治44年）6月1日に掘削工事に着手した時点で、『大林組』は経営難に陥っていた。当然ながら、朝鮮人労働者への待遇は酷かったと言われる。そちらを証明することが、1913年（大正2年）1月26日に発生した落盤事故である。約150人が生き埋めとなり、19人の犠牲者が出た。生駒トンネル作業員の大多数は、朝鮮人労働者であった。作業員たちは負傷者に対し、治療を受けさせるよう抗議したが、『大林組』はその抗議を握り潰し、早くも工事を再開した。その際、死亡人の遺体を置いたまま作業を着手したと言われる。
以上のことから住井は、生駒トンネルで多くの朝鮮人労働者が虐待されたと主張した。しかし、その主張に対して大林組は、生駒トンネルに朝鮮人労働者を徴用したことを否定した。

#### 記事に基づく生駒トンネルの朝鮮人労働者徴用
朝鮮人労働者の動向が報じられた最初の記事は、1912年9月1日付の「奈良朝報」である。わずか数行の記事から旧生駒トンネルに朝鮮人労働者が就労していた事実がわかるが、今では考えられないような些細な逃亡事件が記事として扱われていることは、朝鮮人労働者がすでに監視の対象となっていたことを示している。
「北倭村谷田の大軌(大阪電気軌道一編者注)生駒山トンネル工事で数日前より工夫として伊藤留吉の飯場に稼ぎ居たる朝鮮人中野武雄こと、全羅南道木浦 生まれ尹泰辯（28)が6日午前3時から12時頃までの間に同工事場を逃走して行衛不明になりたり。同人は法被股引等内地人同様の土方風体を為し居れりと」
1913年1月26日午後、トンネル内部で大落盤事故が発生。労働者150人前後が閉じこめられ、20人(西教寺過去帳による)が犠牲になった。生埋めになった労働者救出のために救援隊が組織されたが、第2次救援隊の中に朝鮮人李申伊がいたことを1913年1月29日付の「大阪新報」が報じている。
1913年8月19日付の「大阪朝日新聞」には、トンネル工事の労働者と村民とが池の魚をめぐって大喧嘩をした記事がある。死者1名、負傷者の中には22歳の朝鮮人もいた。

## 奈良線 新生駒トンネル

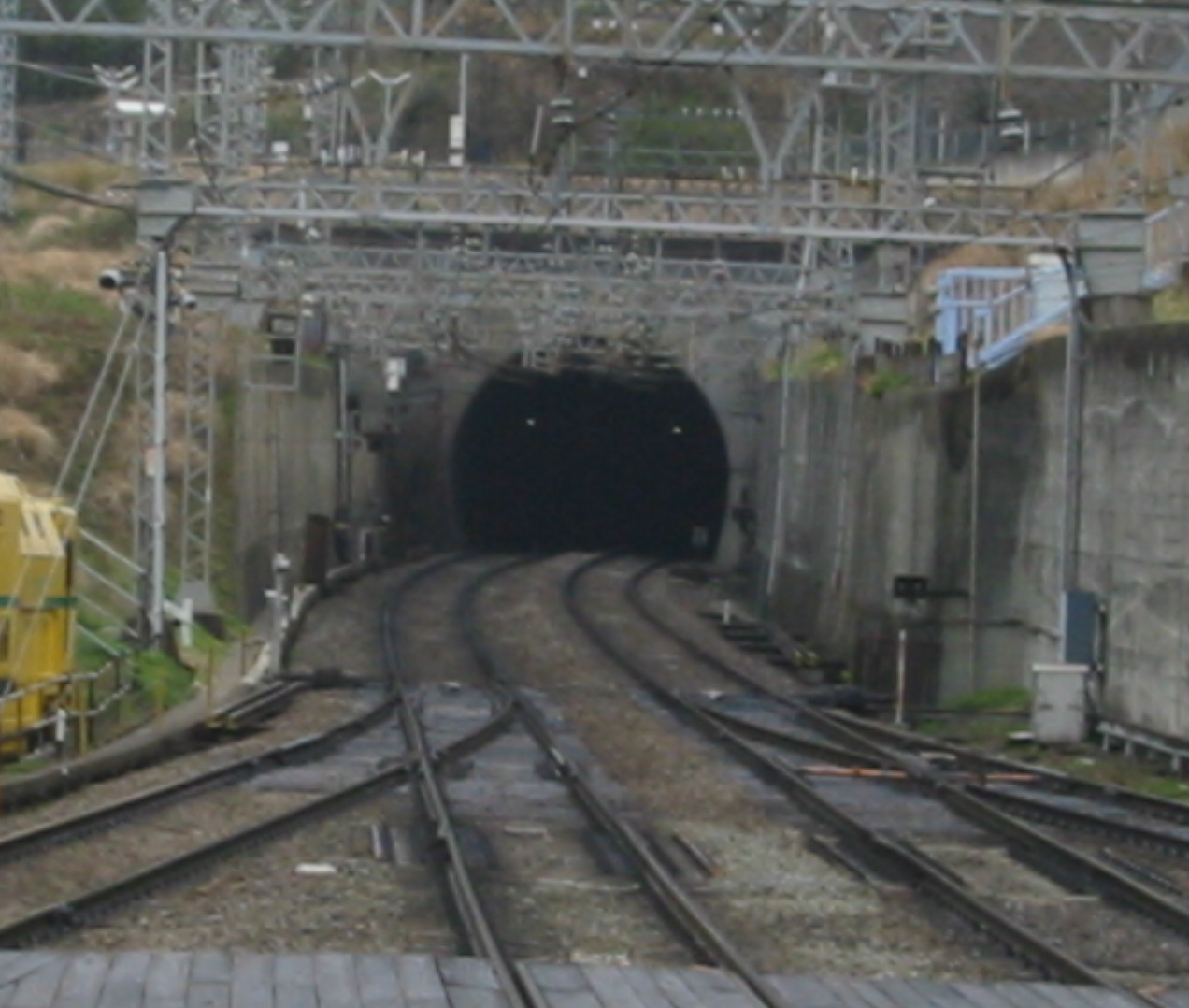
新生駒トンネルの大阪側坑口

### 新生駒トンネルの建設案
断面が狭小で大型車両を運行できない旧生駒トンネルは奈良線の輸送力増強の支障となっていたため、大型車両を通すための方策が検討された。
まず、在来トンネルの拡築案として、在来トンネルを夜間列車運転休止時間中に拡築するものと、在来トンネルを単線用として使用し新たに単線トンネルを建設するものの2案が検討された。前者については、列車運行に対する危険性や長期間の工期、大阪坑口付近にある急曲線の改良ができない点などから実施不可能とされた。後者については、在来トンネルを単線に使用するためには約15cmの盤下げ工事が必要なこと、建設費が複線新トンネルに比べて割高なこと、大阪坑口の急曲線改良ができないことなどから、複線新トンネルの建設方針が固まった。
次に、新トンネルの路線として以下の4つの案が検討された。
1. 石切駅から孔舎衛坂駅北側を通り近畿日本生駒駅（1964年10月1日に生駒駅に改称）に至る路線（トンネル延長3,820m）
2. 石切駅から孔舎衛坂駅南側を通り、近畿日本生駒駅大阪方で現在線に接続する路線（トンネル延長3,388m）
3. 瓢箪山駅と近畿日本生駒駅をほぼ直線に結ぶ路線（トンネル延長5,530m）
4. 瓢箪山駅から南生駒を経て富雄駅大阪方で現在線に接続する路線（トンネル延長4,990m）

第1案は工期、工費、用地買収の面で第2案に劣り、第4案が奈良線の重要駅であり生駒鋼索線との連絡駅でもある近畿日本生駒駅が外れる点で実現の可能性が薄いことから、第2案、第3案が主に論議の的となった。第2案は、工期、工費、用地買収、トンネル工事の容易さで優れており、第3案は奈良線本線の線形、運転面で優れていた。この2案を比較検討した結果、第3案は瓢箪山 - 近畿日本生駒間に残る在来線が大型車の通れない支線となり運転面の障害となることと、乗車率が300%に達すると推定される1965年初頭までに完成させることは、トンネルの工期の点で無理であると考えられたため、最終的に第2案が採用された。

### 新生駒トンネルの完成とその後
上記の結果、在来トンネルの南側に並行して新生駒トンネルが建設された。着工は1962年（昭和37年）9月で、1964年（昭和39年）7月23日に供用を開始している。これに伴う線路の付け替えにより、西側（大阪側）坑口近くにあった孔舎衛坂駅が廃止され、石切駅もそれ以前の駅より0.2km奈良寄りにあった鷲尾トンネルを開削し、そこに移設した。
トンネル西坑口には当時の社長である佐伯勇揮毫による「日々新」、東坑口には「又日新」の扁額が掲げられている。

## けいはんな線 生駒トンネル
近鉄けいはんな線（旧名称：東大阪線）の生駒トンネルは1986年（昭和61年）に開業した。工法は、上越新幹線などの建設工事で導入された「NATM工法」を採用した。
当初は1964年（昭和39年）まで使われていた奈良線旧生駒トンネルの再利用が検討されたが、計画線が断層破砕帯に並行することから、旧生駒トンネルの北側50mに東大阪線用の新トンネルが建設され、東側（生駒側）坑口付近で旧生駒トンネルにつなぐ形状となった。旧トンネルの再利用部分は395mである。トンネル内からの緊急脱出路は旧生駒トンネルの大阪方坑口近くに通じている。なお、トンネル坑口には当時の会長である佐伯勇揮毫による「一任天機」の扁額が掲げられている。
当トンネルは途中で新生駒トンネルの下を、さらに西坑口付近で奈良線額田 - 石切間の地下をくぐり、奈良線と2回交差する。
工事中の1984年（昭和59年）3月28日、西坑口（新石切駅）側導坑切羽付近で湧水による地表陥没事故が発生した。また、供用開始後の1987年（昭和62年）9月21日にはトンネル内で漏電によるケーブル火災が発生して通過中の電車が立ち往生し、1名が煙に巻かれ死亡する事故が発生したが、これを受けて消火設備・連絡設備の整備や当トンネルについては救急用工作車の配備が行われた。
Osaka Metro中央線所属の車両は、当トンネル内にある連続勾配に備えて抑速ブレーキを完備している。